# Bioalcohol

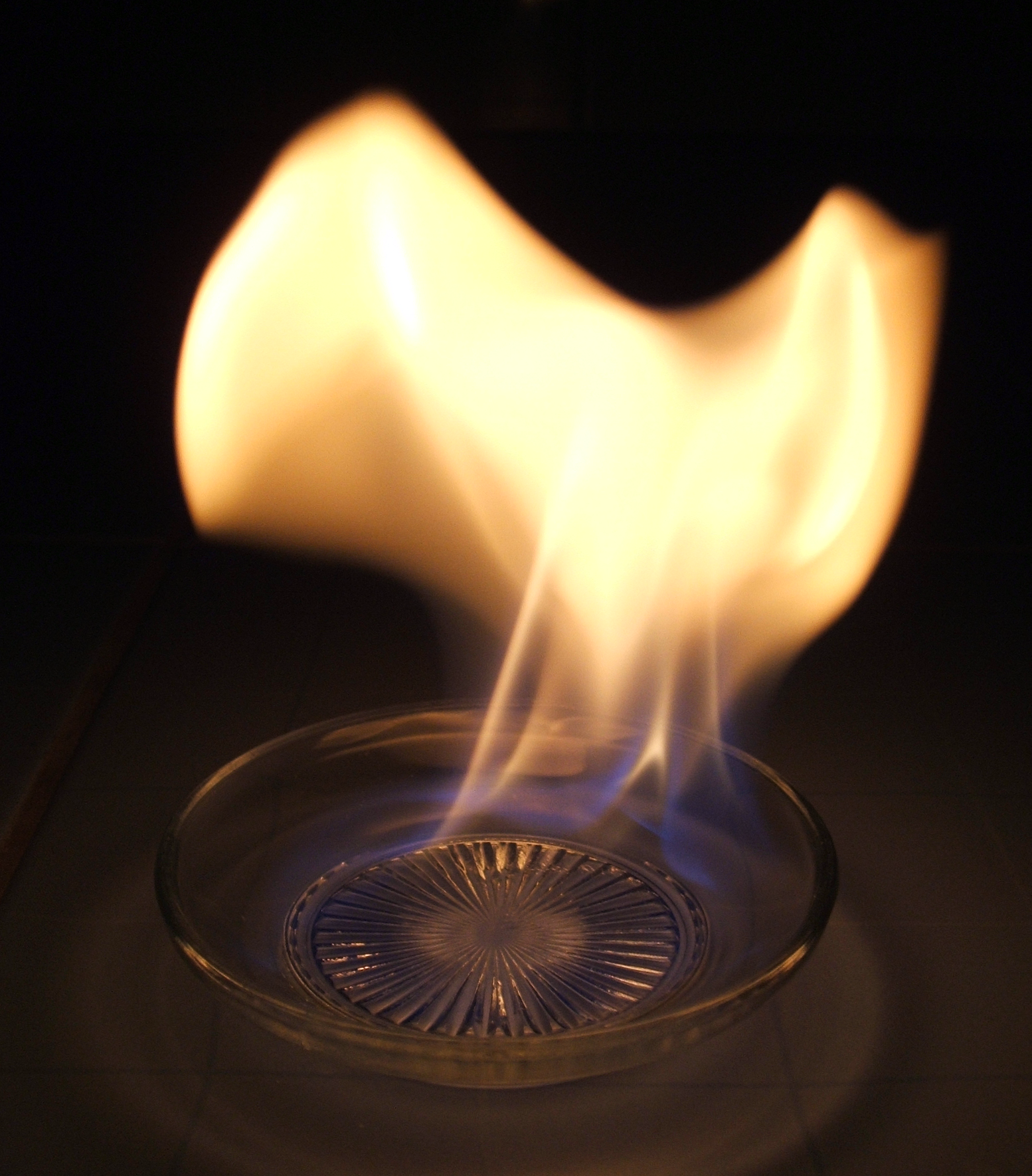
Flama d'etanol

El bioalcohol és un tipus de combustible que s'obté a partir de la biomassa (fustes, canya de sucre, remolatxa, colza…) i els més importants són el metanol i l'etanol. Com l'agrodièsel en els motors dièsel, els bioalcohols van ser el combustible dels primers motors de cicle d'Otto abans que la benzina, si bé en aquest cas, mai s'han deixat d'utilitzar com a combustible d'automòbil en alguns països.
Els primers quatre alcohols alifàtics ordenats pel seu pes molecular (metanol, etanol, propanol i butanol) són d'interès com a combustibles perquè es poden sintetitzar químicament o biològicament, i tenen característiques que els permeten utilitzar-los en motors de combustió interna.

## Obtenció dels bioalcohols
La majoria de metanol es produeix a partir de gas natural, encara que es pot produir a partir de biomassa mitjançant processos químics molt similars. L'etanol es produeix comunament a partir de material biològic mitjançant processos de fermentació. El biobutanol té l'avantatge en els motors de combustió, ja que la seva densitat d'energia és més propera a la gasolina que els alcohols més simples (mantenint l'índex d'octà vora un 25% superior a la gasolina); no obstant això, el biobutanol és més difícil de produir que l'etanol o el metanol. Quan s'obtenen de materials biològics i / o processos biològics, es coneixen com a bioalcohols.
El metanol i l'etanol poden derivar-se tant de combustibles fòssils, de biomassa o, potser, de manera més senzilla, a partir de diòxid de carboni i aigua. L'etanol s'ha produït amb més freqüència a través de la fermentació de sucres, i el metanol s'ha produït més freqüentment a partir del gas de síntesi, però hi ha maneres més modernes d'obtenir aquests combustibles. Els enzims es poden utilitzar en lloc de la fermentació. El metanol és la molècula més simple, i l'etanol es pot fer amb metanol. El metanol es pot produir industrialment des de gairebé qualsevol biomassa, incloent-hi els residus d'animals, o des del diòxid de carboni i l'aigua o el vapor, convertint primer la biomassa a gas de síntesi en un gasificador. També es pot produir en un laboratori utilitzant electròlisi o enzims.

## Comportament quant a emissions
Quan els bioalcohols s'utilitzen en els motors d'encesa per d'ignició per espurna, els alcohols tenen el potencial de reduir NOx, CO, HC i partícules. Una prova amb Chevrolet Luminas alimentat amb E85 (barreja de bioetanol i gasolina) va mostrar que el NMHC va baixar un 20-22%, NOx en un 25-32% i CO en un 12-24% en comparació amb la gasolina reformulada. Les emissions tòxiques de benzè i 1,3 Butadiè també van disminuir mentre augmentaven les emissions d'aldehid (acetaldehid en particular).

## Comportament en els sistemes del motor
Les emissions de CO₂ dels tubs d'escapament també disminueixen a causa de la menor relació de carboni a hidrogen d'aquests alcohols i la millora de l'eficiència del motor. Els combustibles de metanol i etanol contenen contaminants solubles i insolubles. Els ions d'halurs, que són contaminants solubles, com ara els ions de clor, tenen un gran efecte sobre la capacitat corrosiva dels combustibles alcohòlics. Els ions halurs augmenten la corrosió de dues maneres: ataquen químicament les pel·lícules d'òxid de passivació en diversos metalls que provoquen la corrosió per picat, i augmenten la conductivitat del combustible. L'augment de la conductivitat elèctrica afavoreix la corrosió elèctrica, galvànica i ordinària en el sistema de combustible. Els contaminants solubles com l'hidròxid d'alumini, en si mateix producte de la corrosió per ions d'halogenurs, bloquegen el sistema d'alimentació de combustible amb el temps. Per evitar la corrosió, el sistema de combustible ha d'estar fabricat amb materials adequats, els cables elèctrics han d'estar aïllats adequadament i el sensor de nivell de combustible ha de ser de tipus polsar i mantenir, tipus resistència magnètica o similar sense contacte amb el combustible. A més, l'alcohol d'alta qualitat hauria de tenir una baixa concentració de contaminants i afegir un inhibidor adequat de la corrosió. L'evidència científica revela que també l'aigua és un inhibidor de la corrosió per l'etanol com a combustible.